# Tomoderus bosnicus
Tomoderus bosnicus là một loài bọ cánh cứng trong họ Anthicidae. Loài này được Pic miêu tả khoa học năm 1892.